# 18-та паралель північної широти
18-та паралель північної широти — лінія широти, що лежить на 18 градусів північніше земної екваторіальної площини. Вона проходить через Африку, Азію, Індійський океан, Тихий океан, Центральну Америку, Кариби та Атлантичний океан.
На цій широті під час літнього сонцестояння сонце видно 13 годин 13 хвилин, а під час зимового сонцестояння — 11 годин 3 хвилини.

## Список географічних об'єктів, що перетинає 18° пн. ш.
Починаючи з Гринвіцького меридіану та рухаючись на схід, 18-та паралель північної широти проходить через:
| Координати                                                   | Країна, територія або море | Примітки |
| ------------------------------------------------------------ | -------------------------- | --- |
| 17°0′ пн. ш. 0°0′ сх. д. / 17.000° пн. ш. 0.000° сх. д.      | Малі                       | |
| 18°0′ пн. ш. 4°14′ сх. д. / 18.000° пн. ш. 4.233° сх. д.     | Нігер                      | |
| 18°0′ пн. ш. 15°33′ сх. д. / 18.000° пн. ш. 15.550° сх. д.   | Чад                        | |
| 18°0′ пн. ш. 24°0′ сх. д. / 18.000° пн. ш. 24.000° сх. д.    | Судан                      | |
| 18°0′ пн. ш. 38°34′ сх. д. / 18.000° пн. ш. 38.567° сх. д.   | Еритрея                    | Приблизно на 1 км |
| 18°0′ пн. ш. 38°34′ сх. д. / 18.000° пн. ш. 38.567° сх. д.   | Червоне море               | |
| 18°0′ пн. ш. 41°38′ сх. д. / 18.000° пн. ш. 41.633° сх. д.   | Саудівська Аравія          | |
| 18°0′ пн. ш. 48°7′ сх. д. / 18.000° пн. ш. 48.117° сх. д.    | Ємен                       | |
| 18°0′ пн. ш. 52°28′ сх. д. / 18.000° пн. ш. 52.467° сх. д.   | Оман                       | |
| 18°0′ пн. ш. 56°24′ сх. д. / 18.000° пн. ш. 56.400° сх. д.   | Індійський океан           | Аравійське море |
| 18°0′ пн. ш. 73°1′ сх. д. / 18.000° пн. ш. 73.017° сх. д.    | Індія                      | Махараштра Карнатака Андгра-Прадеш Чхаттісгарх Одіша Телангана |
| 18°0′ пн. ш. 83°34′ сх. д. / 18.000° пн. ш. 83.567° сх. д.   | Індійський океан           | Бенгальська затока |
| 18°0′ пн. ш. 94°28′ сх. д. / 18.000° пн. ш. 94.467° сх. д.   | М'янма                     | |
| 18°0′ пн. ш. 97°44′ сх. д. / 18.000° пн. ш. 97.733° сх. д.   | Таїланд                    | |
| 18°0′ пн. ш. 101°1′ сх. д. / 18.000° пн. ш. 101.017° сх. д.  | Лаос                       | |
| 18°0′ пн. ш. 101°45′ сх. д. / 18.000° пн. ш. 101.750° сх. д. | Таїланд                    | |
| 18°0′ пн. ш. 102°24′ сх. д. / 18.000° пн. ш. 102.400° сх. д. | Лаос                       | Проходить північніше В'єнтьяна |
| 18°0′ пн. ш. 103°3′ сх. д. / 18.000° пн. ш. 103.050° сх. д.  | Таїланд                    | |
| 18°0′ пн. ш. 104°12′ сх. д. / 18.000° пн. ш. 104.200° сх. д. | Лаос                       | |
| 18°0′ пн. ш. 105°37′ сх. д. / 18.000° пн. ш. 105.617° сх. д. | В'єтнам                    | |
| 18°0′ пн. ш. 106°28′ сх. д. / 18.000° пн. ш. 106.467° сх. д. | Південнокитайське море     | Проходить південніше острова Хайнань, КНР |
| 18°0′ пн. ш. 120°30′ сх. д. / 18.000° пн. ш. 120.500° сх. д. | Філіппіни                  | Проходить через острів Лусон |
| 18°0′ пн. ш. 122°11′ сх. д. / 18.000° пн. ш. 122.183° сх. д. | Тихий океан                | Філіппінське море Проходить південніше острова Паган[en], Північні Маріанські Острови                                                                                                  |
| 18°0′ пн. ш. 102°27′ зх. д. / 18.000° пн. ш. 102.450° зх. д. | Мексика                    | |
| 18°0′ пн. ш. 88°46′ зх. д. / 18.000° пн. ш. 88.767° зх. д.   | Беліз                      | |
| 18°0′ пн. ш. 88°8′ зх. д. / 18.000° пн. ш. 88.133° зх. д.    | Карибське море             | Затока Четумаль |
| 18°0′ пн. ш. 87°58′ зх. д. / 18.000° пн. ш. 87.967° зх. д.   | Беліз                      | Проходить через острів Амбергріс-Кей |
| 18°0′ пн. ш. 87°55′ зх. д. / 18.000° пн. ш. 87.917° зх. д.   | Карибське море             | |
| 18°0′ пн. ш. 77°50′ зх. д. / 18.000° пн. ш. 77.833° зх. д.   | Ямайка                     | Проходить через Кінгстон |
| 18°0′ пн. ш. 76°15′ зх. д. / 18.000° пн. ш. 76.250° зх. д.   | Карибське море             | Проходить південніше півострова Тібурон, Гаїті |
| 18°0′ пн. ш. 71°42′ зх. д. / 18.000° пн. ш. 71.700° зх. д.   | Домініканська Республіка   | Проходить через острів Гаїті |
| 18°0′ пн. ш. 71°9′ зх. д. / 18.000° пн. ш. 71.150° зх. д.    | Карибське море             | Проходить південніше острова Саона[en], Домініканська Республіка Проходить південніше острова Мона[en], Пуерто-Рико                                                                    |
| 18°0′ пн. ш. 67°12′ зх. д. / 18.000° пн. ш. 67.200° зх. д.   | Пуерто-Рико                | |
| 18°0′ пн. ш. 65°52′ зх. д. / 18.000° пн. ш. 65.867° зх. д.   | Карибське море             | Проходить південніше острова В'єкес, Пуерто-Рико Проходить між островами Сент-Томас і Санта-Крус, Американські Віргінські Острови Проходить південніше острова Сен-Мартен, Сінт-Мартен |
| 18°0′ пн. ш. 63°0′ зх. д. / 18.000° пн. ш. 63.000° зх. д.    | Атлантичний океан          | Проходить північніше Сен-Бартелемі |
| 18°0′ пн. ш. 16°1′ зх. д. / 18.000° пн. ш. 16.017° зх. д.    | Мавританія                 | Проходить південніше Нуакшота |
| 18°0′ пн. ш. 5°46′ зх. д. / 18.000° пн. ш. 5.767° зх. д.     | Малі                       | |